# Bamus
Bamus także South Son i Sudsohn – stratowulkan andezytowy na wyspie Nowa Brytania w Papui-Nowej Gwinei. Jego ostatnia erupcja miała miejsce w XIX w.

## Położenie
Wulkan leży na północnym wybrzeżu wyspy Nowa Brytania w Papui-Nowej Gwinei. Wznosi się na południowy zachód od sąsiadującego z nim bliźniaczego wulkanu Ulawun. Bamus nazywany jest również South Son (pol. „Południowym Synem”), a Ulawun – North Son (pol. „Północnym Synem”).

## Opis
Wulkan zbudowany jest ze skał andezytowych, a jego zbocza porasta las równikowy. Na jego szczycie znajduje się krater z kopułą wulkaniczną, a na południowo-wschodnim zboczu kolejny krater o średnicy 1,5 km. Na zboczach znajdowane są „młode” potoki piroklastyczne. Według lokalnej ludności ostatnia erupcja wulkanu miała miejsce w XIX w. Do wybuchu mogło dojść między 1878 a 1894 rokiem.

## Historia
W 1878 roku lord Robert Baden-Powell (1857–1941) opisał wulkany na Nowej Brytanii, nadając im nazwy zainspirowane lokalnymi podaniami: The Father (Likuruanga), The North Son (Ulawun) i The South Son (Bamus). Według lokalnych podań spisanych przez misjonarzy Ulawun pewnego dnia zszedł z góry paląc tytoń i spotkał kobietę z plemienia Nakanai, z którą po ślubie zamieszkał na górze, gdzie po wsze czasy razem palą i tupią, co powoduje, że góra wydycha ogień, a ziemia drży. Para miała syna, który po opuszczeniu rodzinnego domu osiadł na sąsiedniej górze, którą nazwał swoim imieniem – Bamus, gdzie bez przerwy palił, wydychał ogień i rzucał na dół kamieniami.